# Cyprian Michael Iwene Tansi
Cipriano Michael Iwene Tansi (setembro de 1903 - 20 de janeiro de 1964) foi um ibo nigeriano ordenado sacerdote católico romano da Arquidiocese de Onicha, Nigéria, em 19 de dezembro de 1937. Trabalhou nas paróquias de Nnewi, Dunukofia, Akpu / Ajalli e Aguleri.
Mais tarde, ele foi um monge trapista no mosteiro do Monte São Bernardo, na Inglaterra. Depois de ser recomendado pelo cardeal Francis Arinze, que se inspirou em Tansi quando menino (ele tinha sido um dos alunos de Tansi e o conheceu pessoalmente), foi beatificado pelo Papa João Paulo II em 22 de março de 1998, que disse: " O Bem-aventurado Cipriano Michael Tansi é um excelente exemplo dos frutos de santidade que cresceram e amadureceram na Igreja na Nigéria desde que o Evangelho foi pregado pela primeira vez nesta terra. Recebeu o dom da fé com o esforço dos missionários e, tomando como seu o estilo de vida cristão, tornou-o verdadeiramente africano e nigeriano ”
Seu dia de festa é 20 de janeiro.

## Herança e infância
Os britânicos colonizaram a Nigéria antes de ele nascer. A British Royal Niger Company negociava em Aguleri, comprando óleo de palma da população local para vender no exterior. Um incidente aconteceu quando um local chamado Onwurume quis pegar um pouco de óleo de palma para colocar em seu inhame torrado (inhame é o alimento básico do povo ibo, e óleo de palma para inhame é o equivalente cultural da manteiga ao pão) e decidiu furar um barril de óleo de palma para obter algum. Quando o furo que fez esvaziou todo o barril, ele fugiu, mas foi agarrado por funcionários da empresa e colocado sob custódia. Quando a população local ficou sabendo, eles se reuniram para negociar com os agentes da empresa, mas a empresa pediu reforços militares e prendeu os doze chefes que vieram negociar. Posteriormente, eles passaram a atacar as aldeias vizinhas, incendiando as casas dos moradores e saqueando suas propriedades, além de destruir por engano uma aldeia próxima de um grupo diferente que não tinha relação com o incidente.
O pai de Michael era Tabansi de Ibezunu, Aguleri. Ele foi uma das pessoas feitas reféns pela Royal Niger Company e posteriormente libertado. Michael foi seu primeiro filho, e ele teve outro filho com sua primeira esposa. Mais tarde, ele chamou seu filho primogênito de 'Iwe-egbune', abreviado para Iwene, que significa 'não deixe a malícia matar'; este era o nome de nascimento de Cipriano Michael Iwene Tansi. Seus pais eram agricultores pobres; eles não eram cristãos. Após a morte de sua primeira esposa, o pai de Iwene se casou novamente. Ele e sua segunda esposa tiveram quatro meninos e uma menina.
Quando Iwene era criança, ele ficou permanentemente cego de um olho como resultado de uma briga de lama com outras crianças.
Seu pai enviou Iwene para a Escola da Santíssima Trindade em Onicha, que era dirigida pelos Padres do Espírito Santo. Tabansi pretendia que seu filho tivesse uma educação melhor, que ajudasse a tirar sua família da pobreza, para que nunca mais fossem explorados pelos ocidentais. Michael foi batizado em 7 de julho de 1913 com o nome cristão de Michael. Na escola, Michael serviu como coroinha e catequista. Depois de se formar, ele se tornou professor e trabalhou como professor de 1919 a 1925, Mais tarde, ele se tornou diretor da escola St. Joseph's em Aguleri.

## Seminarista
Naquela época, havia pouco entusiasmo para que negros se tornassem padres na Nigéria. O bispo era irlandês e a maioria do clero era composta por europeus. O bispo Shanahan via o ibo nativo, mesmo após a conversão, como ainda imerso no paganismo e que seria difícil ensiná-los a serem padres adequados. Embora os ibos pudessem se tornar padres, eles estavam sujeitos a uma disciplina rígida e muitas vezes eram expulsos do seminário por faltas relativamente menores. Os padres que os ensinavam preocupavam-se com o fato de apenas os melhores homens se tornarem padres.
Michael frequentou o seminário em Ibariã de 1925-1937. Sua família ficou horrorizada com sua entrada no seminário, porque queriam que ele abrisse um negócio ou algo que os tirasse da pobreza, que era o que seu pai sempre planejou. Sua família era pobre e precisava desesperadamente de sua ajuda, mas ele sentia que Deus, o mesmo Deus que ele aprendeu na escola da missão que seus pais o enviaram como um meio de obter benefícios materiais para a família, queria que ele continuar no seminário em vez de fazer outra coisa. Aí desenvolveu uma devoção particular ao Sagrado Coração de Jesus e à Bem-Aventurada Virgem Maria.

## Pároco
Michael foi ordenado sacerdote da Arquidiocese de Onicha em 19 de dezembro de 1937. Quando se tornou pároco, ele viveu uma vida muito austera em comparação com os outros padres ao seu redor. Ele construiu sua própria casa usando adobe, tijolo de barro ou outros materiais tradicionais. Ele dormiria em qualquer cama, mesmo que fosse desconfortável. Ele comia comida ainda pior do que a que a população local comia, sobrevivendo com pequenas porções de inhame. Ele às vezes tinha uma motocicleta que lhe era fornecida, mas muitas vezes preferia usar uma bicicleta ou apenas caminhar. Ele não foi impedido de fazer seu trabalho por tempestades tropicais.
Seu estilo de vida chocou os católicos nigerianos, que não estavam acostumados com esse tipo de padre. Ele se tornou extremamente popular e amado entre as quatro paróquias em que serviu: Nnewi, Dunukofia, Akpu / Ajalli e sua cidade natal, Aguleri. Ele organizou a comunidade para ajudar os pobres e necessitados, e ele pessoalmente ajudava as pessoas a construir suas próprias casas ou realizar outros projetos. Ele era muito bom em construir casas e ensinou às pessoas novas técnicas de construção, com tijolos de adobe ou barro, que eram copiadas e usadas por toda a comunidade. Ele foi lembrado como sempre sendo muito gentil.
Ele também se levantou contra a opressão das mulheres dentro da cultura tradicional e aconselhou as mulheres a lutarem contra aqueles que as estupraram ou maltrataram. Em uma ocasião, uma paroquiana foi atacada por um grupo de homens e lutou contra eles. O P. Michael, que estava perto, veio de bicicleta e juntou-se a ela e lutou contra eles até que fugissem. Ele então a encorajou a levar os agressores ao tribunal, o que ela fez, ganhando o caso contra eles e forçando cada um a pagar quatro libras; este caso foi um marco no estabelecimento dos direitos das mulheres na Nigéria.
Ele foi inflexível no confronto do vício entre seu rebanho. Ele tinha um interesse especial em preparar moças para o casamento. Com a ajuda de freiras locais, as mulheres aprenderam sobre o casamento cristão e como cuidar dos filhos que teriam. Ele organizaria a comunidade para colocar a noiva em um lar especial, onde seria cuidada até que se casasse. Ele não permitiria que os homens vissem suas noivas antes de se casarem, e se o noivo tentasse ir sem o padre. Com a permissão de Tansi, ele poderia ser penalizado. Ele também organizou um grupo de mulheres que aplicaria medidas disciplinares a seus próprios membros para evitar sexo antes do casamento e impedir o aborto. Ele também era um disciplinador muito rígido com os alunos que não trabalhavam muito na escola paroquial, a ponto de se esconder perto da escola, esperando o sino tocar, e então, ao ver alunos chegando atrasados, saindo de seu esconderijo local e penalizá-los por chegarem tarde à escola.
Ele também se opôs a alguns aspectos da cultura pagã tradicional na Nigéria, especialmente as máscaras, que se acreditava serem espíritos e às vezes puniam pessoas inocentes. Os pagãos nigerianos assassinaram sua própria mãe depois de afirmar que ela era uma bruxa que havia causado travessuras.
Ele deu conselhos e ensinamentos à comunidade sobre a maneira certa de viver de maneira prática. Por exemplo, havia muitas mangueiras em sua localidade e era comum as pessoas irem até as árvores e jogar pedras nas frutas. No processo, eles derrubariam muito mais do que iriam comer, ou derrubariam o fruto verde junto com o fruto amadurecido, desnudando assim a árvore antes do fim da estação. Michael considerou isso um grande desperdício e disse a seus paroquianos para colher cada manga individualmente para que nada fosse desperdiçado e que não faltassem mangas para comer mais tarde.
Ele também era lembrado como um perfeccionista, o que às vezes causava ressentimento entre seus subordinados. Mais tarde, sua experiência como monge novato lhe daria uma visão de seus métodos rígidos anteriores.

## Monge trapista

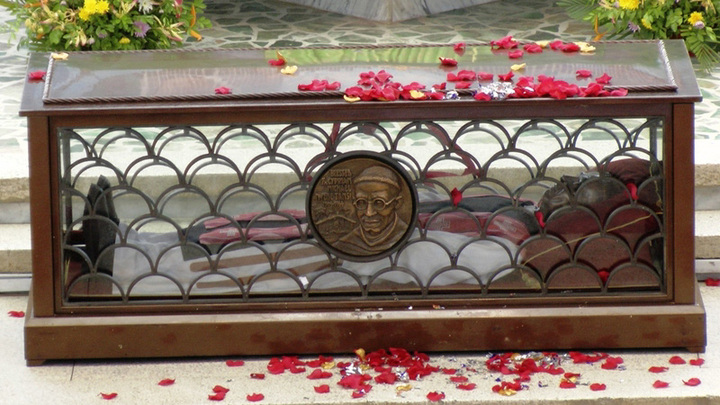
O corpo do Beato Cipriano Michael Iwene Tansi em exposição durante a celebração do jubileu de prata na Igreja Católica da Sagrada Família, em Festac Town, Lagos.

Enquanto servia em sua última paróquia, em sua própria cidade natal, Aguleri, de 1949 a 1950, Michael começou a se sentir atraído pela vida monástica. Naquela época, não havia mosteiros estabelecidos na Nigéria, e o Bispo estava interessado na ideia de enviar alguns candidatos a um mosteiro na Europa que se tornassem monges na Europa e depois voltassem à Nigéria para iniciar o primeiro mosteiro nigeriano. Michael e outros foram selecionados para este projeto.
1950 foi um ano de jubileu na igreja, e Michael foi enviado pela primeira vez a Roma para fazer a peregrinação às quatro basílicas principais. Ele foi então enviado ao Monte São Bernardo, na Inglaterra, para se juntar aos monges trapistas de lá. Ele chegou em 8 de junho de 1950.
No mosteiro, ingressou no noviciado e fez os votos, recebendo o nome de Cipriano em homenagem ao mártir romano. Fr. Cipriano trabalhava no refeitório e encadernação, e nas hortas e pomar. Ele costumava dizer: “Se você pretende ser cristão, é melhor viver inteiramente para Deus”. O Pe. Anselm Stark, que conhecia o Pe. Cipriano, recordou: “Como pessoa, ele era muito comum, muito humilde, obviamente um grande homem de profunda oração e dedicação”.
Cipriano era sensível às críticas, e seu mestre de noviços era muito duro com os novos monges e sempre conseguia encontrar coisas que estavam erradas com o que ele havia feito. Isso lhe causou muito estresse, e foi durante esse período difícil que ele entendeu que havia cometido alguns erros na Nigéria com a disciplina rígida e as expectativas que colocara em seus subordinados. Apesar do medo de ser tratado com preconceito racial, ele foi totalmente aceito pelos outros monges, com exceção talvez de um monge sul-africano, que parecia procurar coisas para achar errado em seu trabalho. O inverno inglês também foi difícil para ele.

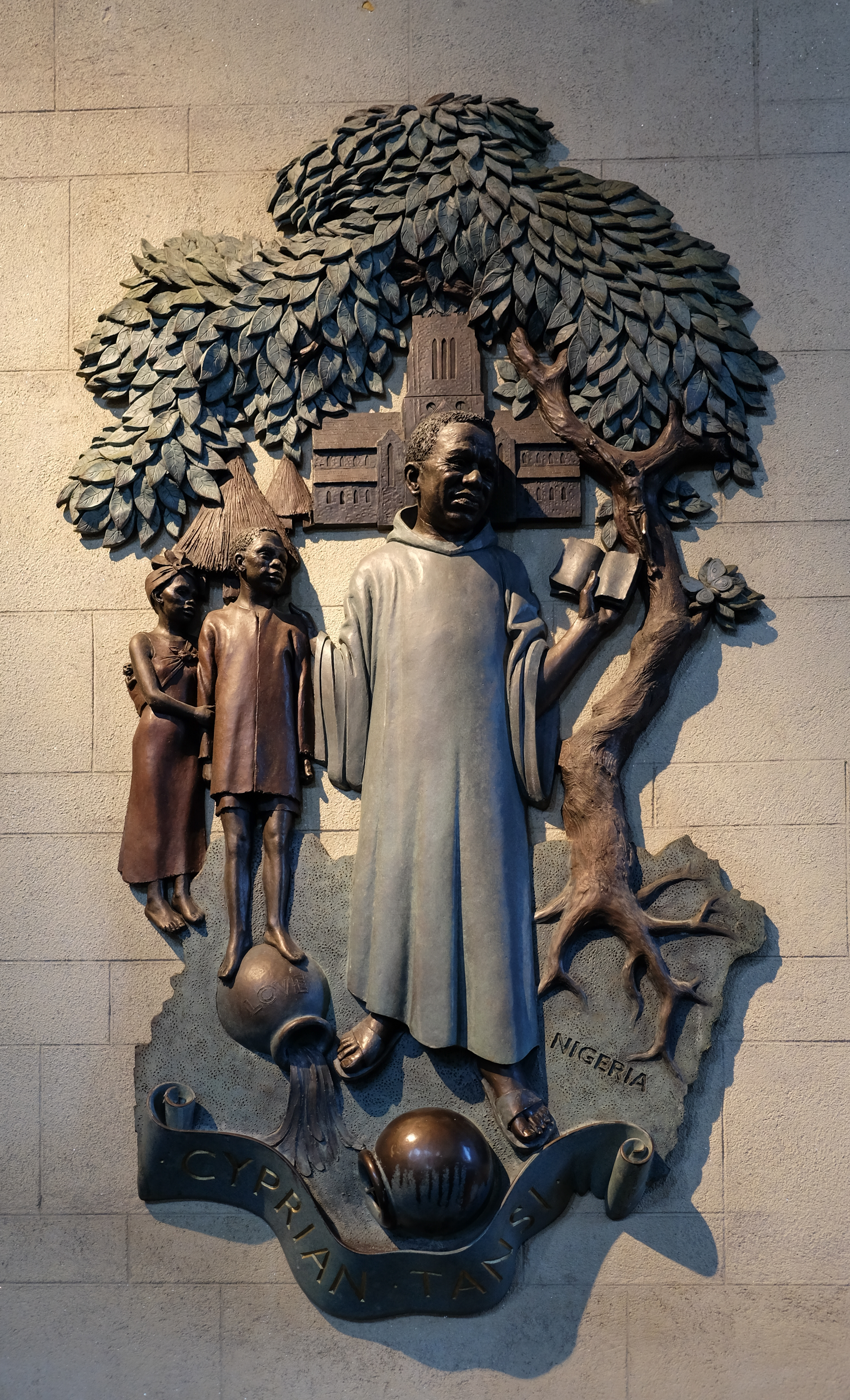
Escultura de Leicester Thomas na parede da Abadia do Monte São Bernardo

Ele foi contratado para estabelecer um mosteiro não na Nigéria, mas nos vizinhos Camarões, mas problemas de saúde mudaram esses planos. Ele não sentiu que o movimento de independência da Nigéria tinha sido feito de forma adequada. Sua saúde piorou, mas ele aceitou a morte sem reclamar. Antes de morrer, ele foi para Leicester Royal Infirmary e, quando foi examinado, o médico saiu do exame e falou com o padre do mosteiro, Pe. James, dizendo: "Você pode me ajudar por favor, padre? Este homem deve estar sentindo uma dor terrível, mas ele só vai admitir que tem 'um pouco de dor'. " Ele morreu no mesmo dia, como resultado de arteriosclerose e um aneurisma rompido. A data de sua morte foi 20 de janeiro de 1964.
Seu corpo foi enterrado no mosteiro na Inglaterra, mas mais tarde foi enterrado na Catedral Basílica da Santíssima Trindade, Onicha, Nigéria.

## Citações
"Não conte ninguém salvo, até que seja encontrado no céu" (Onye afuro na enuigwe, si aguyi na)
“Não imite os brancos em tudo, esforce-se muito para ganhar o Reino de Deus. Os brancos já estão no céu neste mundo, mas você está sofrendo cada necessidade. Vais sofrer também no outro mundo: A vida na terra pode ser comparada à viagem de um jovem estudante que recebeu um recibo de um pacote registado e teve de ir a Lagos para reclamar este pacote. No caminho, ele passou por muitas cidades lindas, cidades com lojas muito atraentes. Ele começou a ir de uma loja para outra, estendendo as mãos para as coisas bonitas que via. Ele parava com tanta frequência nessas grandes cidades que quase se esquecia para o que estava viajando. Foi depois de muito tempo que ele finalmente chegou a Lagos, e quando ele foi reclamar o pacote, ele foi informado de que o pacote tinha ficado no correio por tanto tempo sem que ele chegasse para reivindicá-lo que eles finalmente decidiram enviá-lo de volta para o remetente. "
"Deus lhe dará o dobro pelo que você Lhe der"
"Se você quer comer abutres, pode comer sete deles, para que, quando as pessoas o chamarem de" comedor de abutres ", você realmente mereça esse nome. Se você quer se tornar um católico, viva como um católico fiel, para que, quando as pessoas o virem, saibam que você é católico. Se você pretende ser cristão, é melhor viver inteiramente para Deus. "
"Quer você goste ou não, salvar sua alma é problema seu. Se você estiver fraco e cair no caminho, nós o empurraremos para o lado e pisaremos em você enquanto marchamos ao encontro de Deus. "
"Ela não é 'Onye Bem' (uma expressão comum nigeriana para esposa, que significa 'no meu lugar), mas sua esposa, sua cara-metade, parte do seu próprio corpo. 'Onye' significa um estranho que sua esposa não é. Você deve reconhecer o valor e a posição de sua esposa e tratá-la como sua parceira e igual. A menos que você faça isso, ela não é uma esposa para você, mas uma serva, e isso não é o que Deus deseja que uma esposa seja para o marido. "

## Veneração
Ele foi beatificado pelo Papa João Paulo II em 22 de março de 1998, em Oba, Nigéria, tornando-se o primeiro oeste africano a ser beatificado.
Há uma estátua do Padre Tansi fora da Basílica da Santíssima Trindade em Onicha. Em 2010, Michael Cyprian Iwene Tansi foi nomeado patrono dos padres nigerianos. O Arcebispo Valerian Okeke comparou o Padre Tansi a São João Maria Vianney como um modelo de santidade.

### Instituições que receberam o nome do Beato Cyprian Iwene Tansi
1. Bem-aventurado Iwene Tansi Seminário Maior, Onicha Anambra State Nigéria (Seminário Provincial)
2. Escola Secundária Beato Iwene Tansi, Aguleri
3. Paróquia Beato Iwene Tansi, Umudioka
4. Paróquia Bem-aventurado Iwene Tansi Awada- Onicha
5. Paróquia Bem-aventurado Iwene Tansi Farm Mba, Onicha
6. Paróquia Bem-aventurado Iwene Tansi Ugwu Orji Owerri Imo
7. Paróquia Bem-aventurado Iwene Tansi, Transekulu, Estado de Enugu
8. Capelania Abençoado Iwene Tansi, Universidade Chukwuemeka Odumegwu Ojukwu (Campus Ibariã)
9. Tansi International College Awka
10. Universidade Tansian, umunya